# River Flows in You
„River Flows in You” – singel południowokoreańskiego pianisty i kompozytora Yirumy, który został wydany 18 listopada 2011 roku przez Stomp Music. Utwór pochodzi z wydanego w 2001 roku albumu Yirumy, First Love.

## Lista utworów
- CD singel (18 listopada 2011)[2]

1. „River Flows in You” – 3:04
2. „May Be” – 3:58

## Notowania na listach sprzedaży
| Kraj/Region | Lista (2011/2012/2013/2014) | Najwyższa pozycja |
| ----------- | --------------------------- | ----------------- |
| Austria     | Singles Top 75              | 11                |
| Niemcy      | Top 100 Singles             | 20                |
| Szwajcaria  | Singles Top 75              | 41                |
| Francja     | Top 200 Singles             | 62                |